# Grijs-witte vliegenvanger
De grijs-witte vliegenvanger (Quoyornis georgianus synoniem: Eopsaltria georgiana) is een zangvogel uit de familie Petroicidae (Australische vliegenvangers).

## Verspreiding en leefgebied
Deze vogel is endemisch in Australië, waar hij voorkomt in het uiterste zuidwesten van West-Australië.

## Status
De grootte van de populatie is niet gekwantificeerd maar de soort wordt omschreven als plaatselijk vrij algemeen. Op de Rode lijst van de IUCN heeft deze soort de status niet bedreigd.